# 新今宮駅
新今宮駅（しんいまみやえき）は大阪市浪速区・西成区にある、西日本旅客鉄道（JR西日本）・南海電気鉄道（南海電鉄）の駅である。
本項では隣接する阪堺電気軌道阪堺線の新今宮駅前停留場についても記述する。

## 概要
大阪の主要観光地である新世界に近く、JR西日本と南海電鉄が乗り入れている。浪速区と西成区の境界付近に駅があるため、ほぼ同一の位置にありながら、所在地はJRが浪速区、南海が西成区となっている。
JR西日本の駅はICOCA、南海の駅はPiTaPaの利用エリアに含まれている。

### 乗り入れ路線
JR西日本の駅に乗り入れている路線は大阪環状線と関西本線であり、線路が並行している天王寺駅 - 当駅 - 今宮駅間は両線の重複区間とされている。先に大阪環状線のみ停車する駅として開業し、あとから関西本線の停車が開始されたという歴史的経緯から、当駅の所属路線は大阪環状線となっている。駅番号は大阪環状線がJR-O19、関西本線（大和路線）がJR-Q19。駅シンボルフラワーは「ハギ」である。
アーバンネットワークエリアに入っており、関西本線は「大和路線」の路線愛称設定区間に含まれている。また、特定都区市内制度における「大阪市内」に属する。
南海電気鉄道の駅に乗り入れている路線は、線路名称上は南海本線1路線のみであるが、複々線を利用して南海本線の列車と高野線の列車の2系統が乗り入れており、それぞれ別路線として案内されている。当駅の駅番号としてNK03が設定されている。
このほか、阪堺電気軌道の新今宮駅前停留場に阪堺線が乗り入れている。駅番号はHN52。
また、以下の路線の駅とも近接している。
- 大阪市高速電気軌道（Osaka Metro）御堂筋線・堺筋線 - 動物園前駅（乗り換え案内はJR西日本の駅、Osaka Metroのみ行なっている）

## 歴史

### JR西日本
- 1964年（昭和39年）3月22日：日本国有鉄道大阪環状線の大正駅 - 天王寺駅間に新設開業（旅客駅）[1]。当初は2面2線の相対式ホームで、大阪環状線の列車のみ停車し、関西本線の列車は通過していた。
- 1966年（昭和41年）12月1日：南海の新今宮駅が開業し、乗換駅となる。なおこの頃、近接駅の今宮駅廃止計画が持ち上がるが、反対が強く存続となる。
- 1968年（昭和43年）3月25日：天王寺駅 - 新今宮駅間の複々線化により大阪環状線と関西本線が分離され、外側に大阪環状線ホーム（1・4番線）が設けられ島式2面4線となるが、この時点では内側の関西本線ホーム（2・3番線）に停車する列車はなかった。
- 1972年（昭和47年）3月15日：関西本線の列車の停車が開始[2]。
- 1987年（昭和62年）4月1日：国鉄分割民営化により西日本旅客鉄道（JR西日本）の駅となる[1]。
- 1988年（昭和63年）3月13日：路線愛称の制定により、関西本線で「大和路線」の愛称を使用開始。
- 1997年（平成9年）
  - 7月15日：東口に自動改札機を設置し、供用開始[3]。
  - 9月20日：西口に自動改札機を設置し、供用開始[3]。
- 2003年（平成15年）11月1日：ICカード「ICOCA」の利用が可能となる[4]。
- 2015年（平成27年）3月22日：『交響曲第9番「新世界より」』を発車メロディとして導入（1・4番のりばのみ）。
- 2016年（平成28年）2月10日：駅東口に愛称「通天閣口」が制定される。
- 2018年（平成30年）3月17日：駅ナンバリング（駅番号）が導入される。
- 2021年（令和3年）7月6日：1番のりばに可動式ホーム柵が設置され、供用開始[5][6]。
- 2022年（令和4年）3月7日：4番のりばに可動式ホーム柵が設置され、供用開始[5][7]。
- 2023年（令和5年）2月28日：東口のみどりの窓口の営業を終了[8]。
- 2025年（令和7年）7月15日：2番のりばに改良型可動式ホーム柵が設置され、供用開始[9]。

### 南海電気鉄道
- 1966年（昭和41年）12月1日：南海本線の今宮戎駅 - 萩ノ茶屋駅間に、国鉄線への乗換駅として新設開業。南海本線の南紀直通列車を除く全列車停車駅となる[10]。
- 1968年（昭和43年）10月1日：南紀直通列車（この時「きのくに」に列車名を統一）が新規停車となり、全列車停車駅となる[10]。
- 1994年（平成6年）9月4日：関西国際空港開業に伴い特急「ラピートα」が運転開始し、同列車は通過扱いとなる。
- 2001年（平成13年）3月24日：一部の「ラピートα」が停車するようになる[11]。
- 2003年（平成15年）2月22日：すべての「ラピートα」が停車するようになり、再び全列車停車駅となる[11]。
- 2012年（平成24年）4月1日 ：駅ナンバリングが導入され、使用を開始[12][13]。

### 阪堺電気軌道
- 1911年（明治44年）12月1日：阪堺電気軌道（旧）恵美須町 - 市ノ町（現在の大小路）間開業により南霞町停留場（みなみかすみちょうていりゅうじょう）設置。
- 1915年（大正4年）6月21日：会社合併により南海鉄道に承継。
- 1938年（昭和13年）4月21日：大阪市営地下鉄の動物園前駅が開業し、乗換駅となる。
- 1944年（昭和19年）6月1日：関西急行鉄道と南海鉄道の合併により、近畿日本鉄道の駅となる。
- 1947年（昭和22年）6月1日：南海電気鉄道への路線譲渡により、同社大阪軌道線の駅となる。
- 1964年（昭和39年）3月22日：国鉄（現・JR西日本）の新今宮駅が開業し、乗換駅となる。
- 1966年（昭和41年）12月1日：南海電気鉄道の新今宮駅が開業し、乗換駅となる。
- 1980年（昭和55年）12月1日：南海の大阪軌道線が分社化され、阪堺電気軌道（新）の駅となる[14]。
- 1990年（平成2年）10月4日深夜 - 5日未明：駅周辺の釜ヶ崎で暴動発生、そのあおりで駅舎が放火され炎上し、焼失した[15][16]。
- 2014年（平成26年）12月1日：新今宮駅前停留場に改称[17][18]。
- 2020年（令和2年）2月1日：副駅名新世界前が新規設定される[19]。

## JR西日本

### 駅構造
当駅は駅長が配置された直営駅であり、管理駅として大正駅・芦原橋駅・今宮駅・JR難波駅の4駅を管理している。南海への乗換えはホーム西端（大正より）にあるので、号車によっては更に時間を要する場合がある。
島式ホーム2面4線を有する高架駅で、ホームは2階にある。3・4番ホームは1・2番ホームよりも東にずれており、南海との乗り換えは更に距離を要する。
改札口は1階にある東口（通天閣口）と、JR線と南海電鉄線との相互乗り換え口がある4階の西改札口の2か所。トイレは東口改札内（1階）と西口4F改札内（かつては改札外だったがリニューアル時に改札内へと変更された）にあり、いずれも男女別の水洗式。エレベーターは東口（通天閣口）にのみ設置されている。
JRの西口改札には、各ホームへのエレベーターが無いため、南海－JRの車椅子での乗り換えは不便である（南海電鉄の駅構造の箇所に詳述）。
また、地上からJRの改札階（構造上は４階だが、実質的な高さは 一般的なビルの５階に相当する）への移動にも、エレベーターやエスカレーターが無い為、JRの西口改札階への移動は階段のみとなっている。（南海には、ホーム階＝JRへの連絡階へのエレベーターは設置されている。）
また、西口改札内にはコンビニが設けられている。

#### のりば
| のりば | 路線                 | 行先                 | 備考                             |
| ------ | -------------------- | -------------------- | -------------------------------- |
| 1      | 大阪環状線（内回り） | 天王寺・鶴橋方面     |                                  |
| 2      | 大和路線・ 和歌山線  | 王寺・奈良方面       |                                  |
| 2      | 阪和線・ 関西空港線  | 和歌山・関西空港方面 |                                  |
| 3      | 大和路線             | JR難波方面           |                                  |
| 3      | 大阪環状線（外回り） | 西九条・大阪方面     | 阪和線（一部大和路線）からの直通 |
| 4      | 大阪環状線（外回り） | 西九条・大阪方面     | 環状列車および大和路線からの直通 |

- 上表の路線名は旅客案内上の名称で表記している。

新今宮駅付近のJR線配線図

環状線外回り列車のうち、京橋・鶴橋方面からの列車は全て4番のりばから発車する。大和路線・阪和線からの直通列車は基本的に3番のりばを使用しているが、4番のりばから発着する列車も存在する。現在は原則として大和路線からの直通列車は4番のりば、阪和線からの直通列車は3番のりば（直通快速は4番のりば）を使用している。

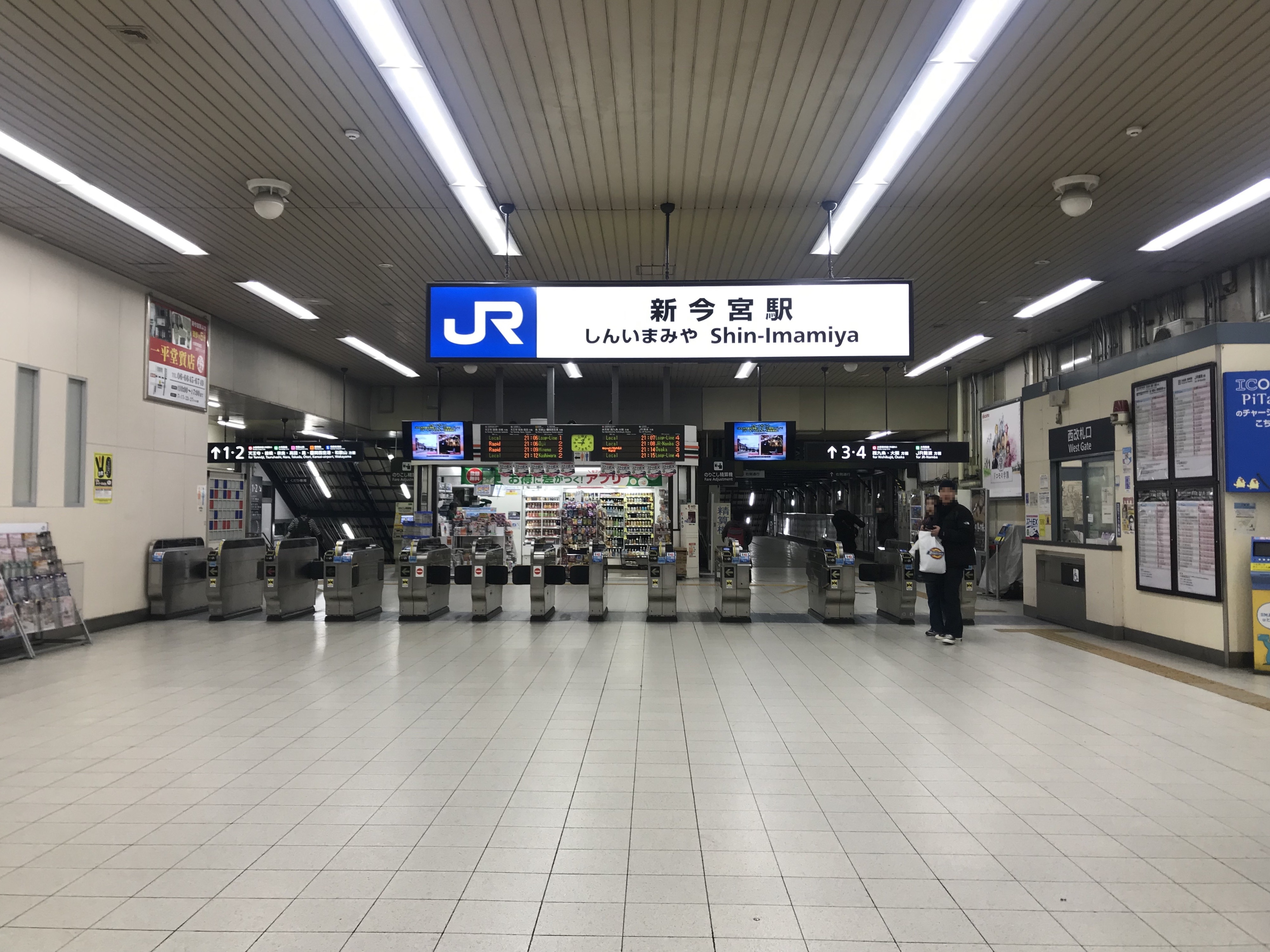
改札口（2019年1月）
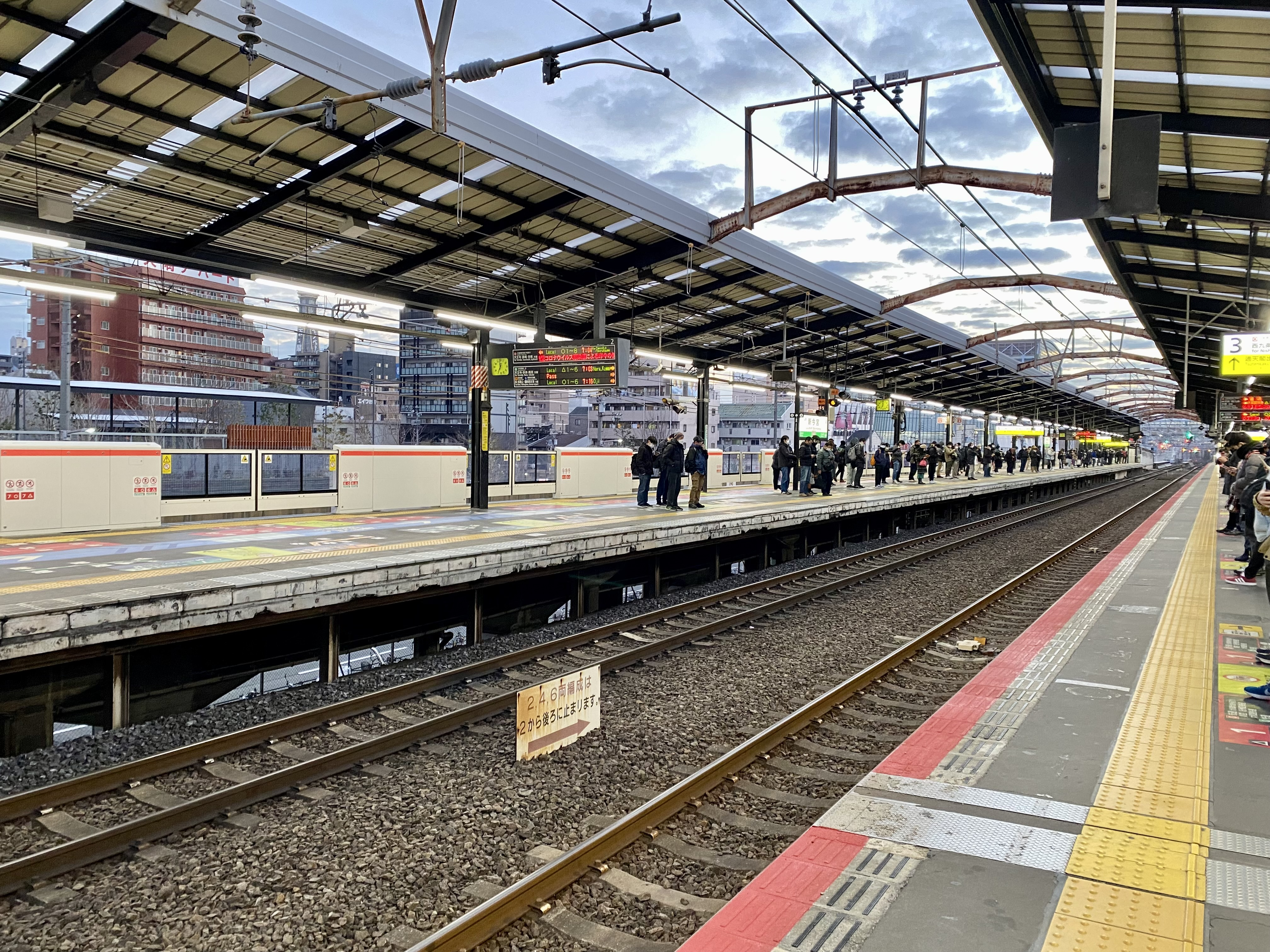
ホーム（2022年1月）
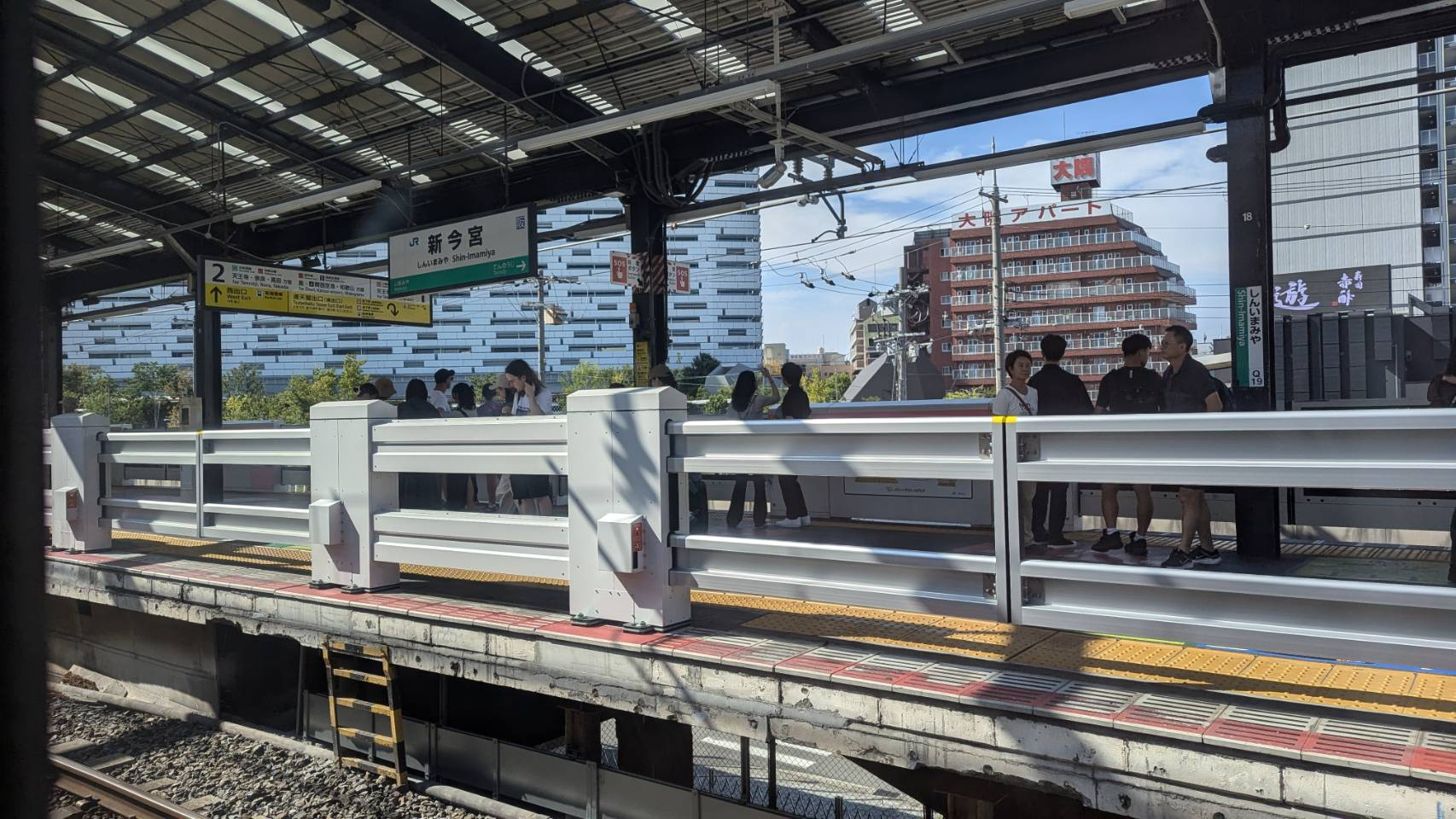
2番のりばに設置された改良型ホームドア（2025年8月）

### 発車メロディ
「大阪環状線改造プロジェクト」の一環として、2015年3月22日からドヴォルザーク作曲の『交響曲第9番「新世界より」』（第四楽章）が1・4番のりばの発車メロディとして使用されている。当駅の近くにある新世界にちなんでいる。

### ダイヤ
外側2線には大阪環状線の列車が、内側の2線には大和路線の列車および阪和線の直通列車が発着する（大阪環状線からの直通列車についても内側の2線から入線する）。外回り列車は大和路線・阪和線直通の列車との緩急接続、あるいは特急の通過待ちを行うことがある。その内、2022年ダイヤ改正以前に存在した平日朝ラッシュ大阪環状線外回りの普通列車は4本の列車に次々抜かれるため当駅で10分に停車する。
当駅の前後に、環状線と大和路線をつなぐ渡り線がいくつかある。
- 天王寺方面ゆき
  - 環状線内回り→大和路線上り（今宮方）
  - 大和路線上り→環状線内回り（天王寺方）（2007年新設）
- 今宮方面ゆき
  - 大和路線下り→環状線外回り（天王寺方）（2007年新設）
  - 環状線外回り→大和路線下り（今宮方）（2007年新設）
  - 大和路線下り→環状線外回り（今宮方）

2008年3月15日のダイヤ改正ではこの新設渡り線を生かし、大和路線・阪和線から大阪環状線に入る快速列車を、従来の大和路線3番のりばだけでなく、大阪環状線4番のりばにも振り分けることで、JR難波方面に入る列車が停車中でも当駅に進入できるようなダイヤが組まれていた。2018年現在では、前述のほか、主に平日ダイヤにおいて大和路線からの区間快速が当駅で特急列車の待避を行う際にも活用されている。

## 南海電気鉄道

### 駅構造
3面4線の島式・相対式ホームを併せ持つ高架駅。東側の2線に高野線の列車が、西側の2線に南海本線の列車が発着する。ホームは4階。有効長は4番のりばのみ8両、その他は10両編成に対応しているが、2016年現在両線共に10両編成で運転する列車は存在しない。各ホームへの移動は、地下道（3階）を通る階段が南北に2箇所設置してある。そのうちの南側階段のみが、西側出入口と繋がっている。JRと南海の乗り換え口がある4階の東口のほかに、2階に西口も設置されている。JRからは1番線の高野線（橋本方面）のみが階段をまたがずに乗換え出来る。3番線の本線に乗換える際は連絡通路を渡る必要がある。
トイレは改札内にあり、いずれも男女別の水洗式。エスカレーターは中央のホーム（2・3番のりば）のみ、エレベーターは全てのホームと2階を結ぶものと、西口（2階）と地上を結ぶものの計4台が設置されている。
JRの西口（乗り換え口・南海東口の正面）にはエレベーターが無いため、車椅子利用で自力で南海からJRへ乗り換える場合は、南海の西口から出場しJRの通天閣口から入場するか、階段昇降機を使う必要がある。前者の場合、エレベーターを3回乗り継ぐ必要があり、屋根の無い一般公道を200メートル近く移動しなければならない。
駅西側の外壁には、現在の南海電車の塗装であるオレンジと青の帯が塗装されている。
南海本線・高野線とも特別料金が必要な特急を含めて全ての列車が停車する。
当駅は駅長が配置され、今宮戎駅 - 岸里玉出駅の各駅を管轄している。

#### のりば
| のりば | 路線     | 方向 | 行先                    | 備考                   |
| ------ | -------- | ---- | ----------------------- | ---------------------- |
| 1      | 高野線   | 下り | 高野山方面              | 各駅停車は萩ノ茶屋停車 |
| 2      | 高野線   | 上り | なんば方面              | 各駅停車は今宮戎停車   |
| 3      | 南海本線 | 下り | 和歌山市・ 関西空港方面 | 全列車萩ノ茶屋は通過   |
| 4      | 南海本線 | 上り | なんば方面              | 全列車今宮戎は通過     |

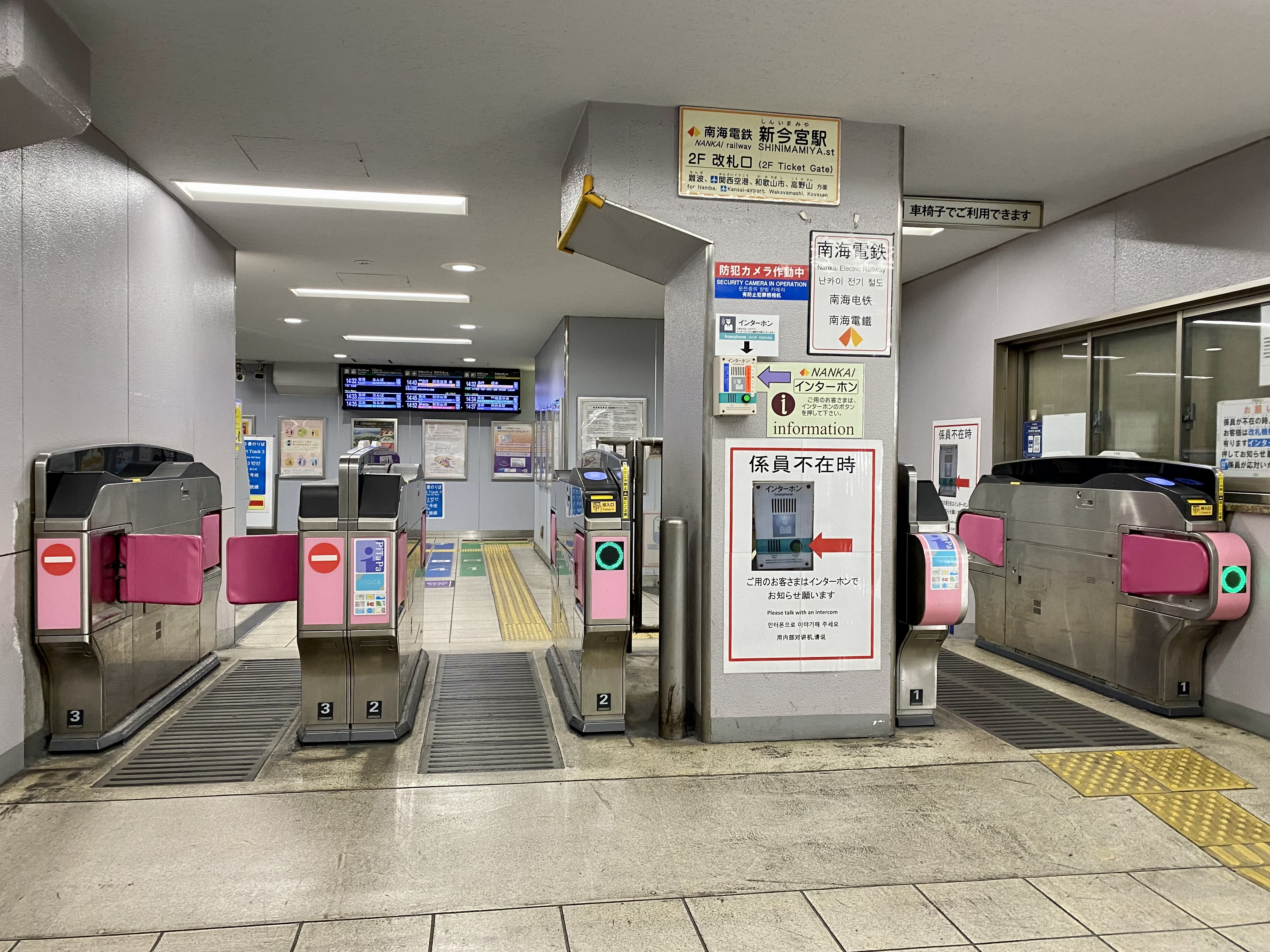
2階改札口（2022年2月）
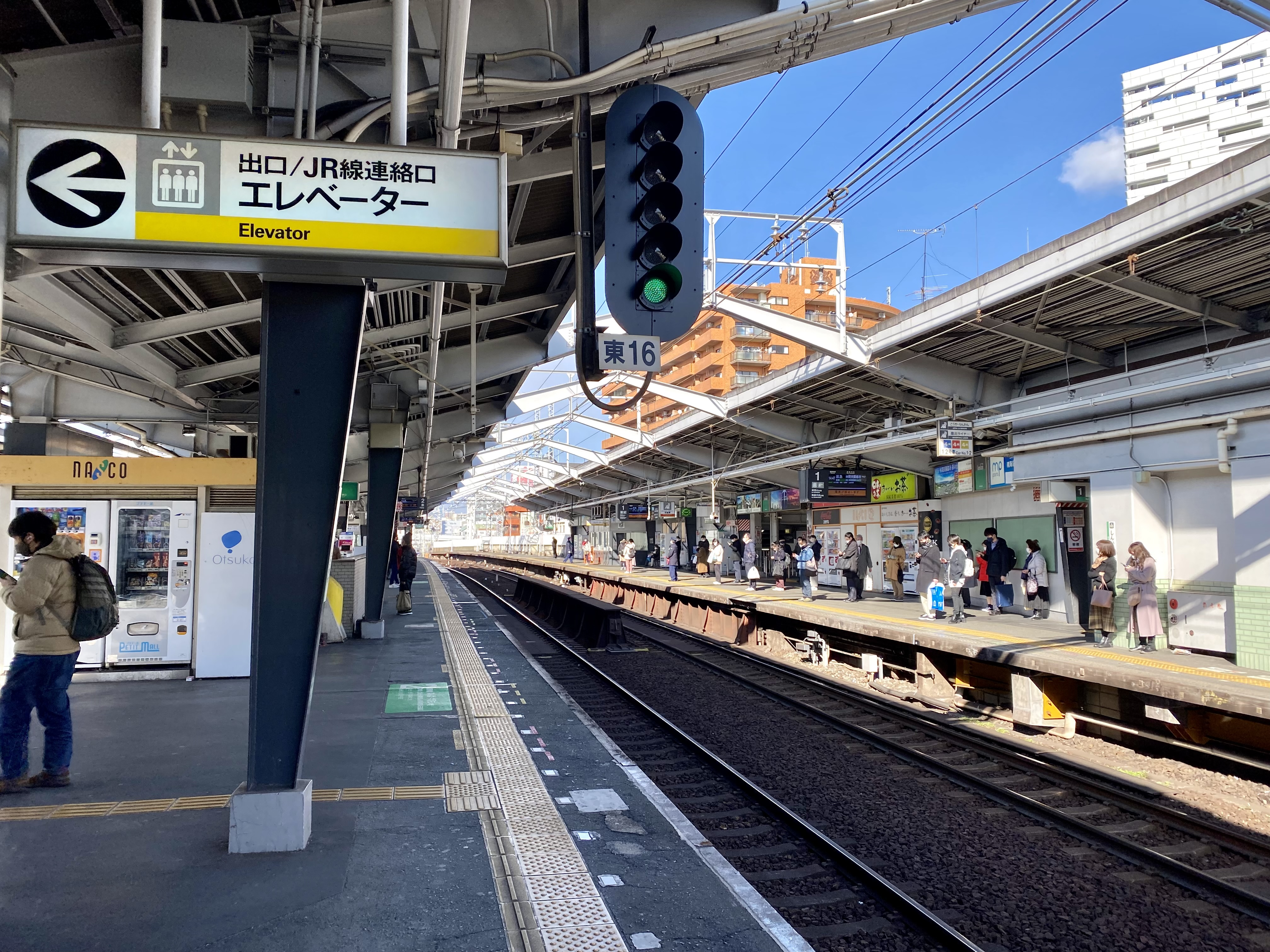
2,3番のりば（2022年2月）
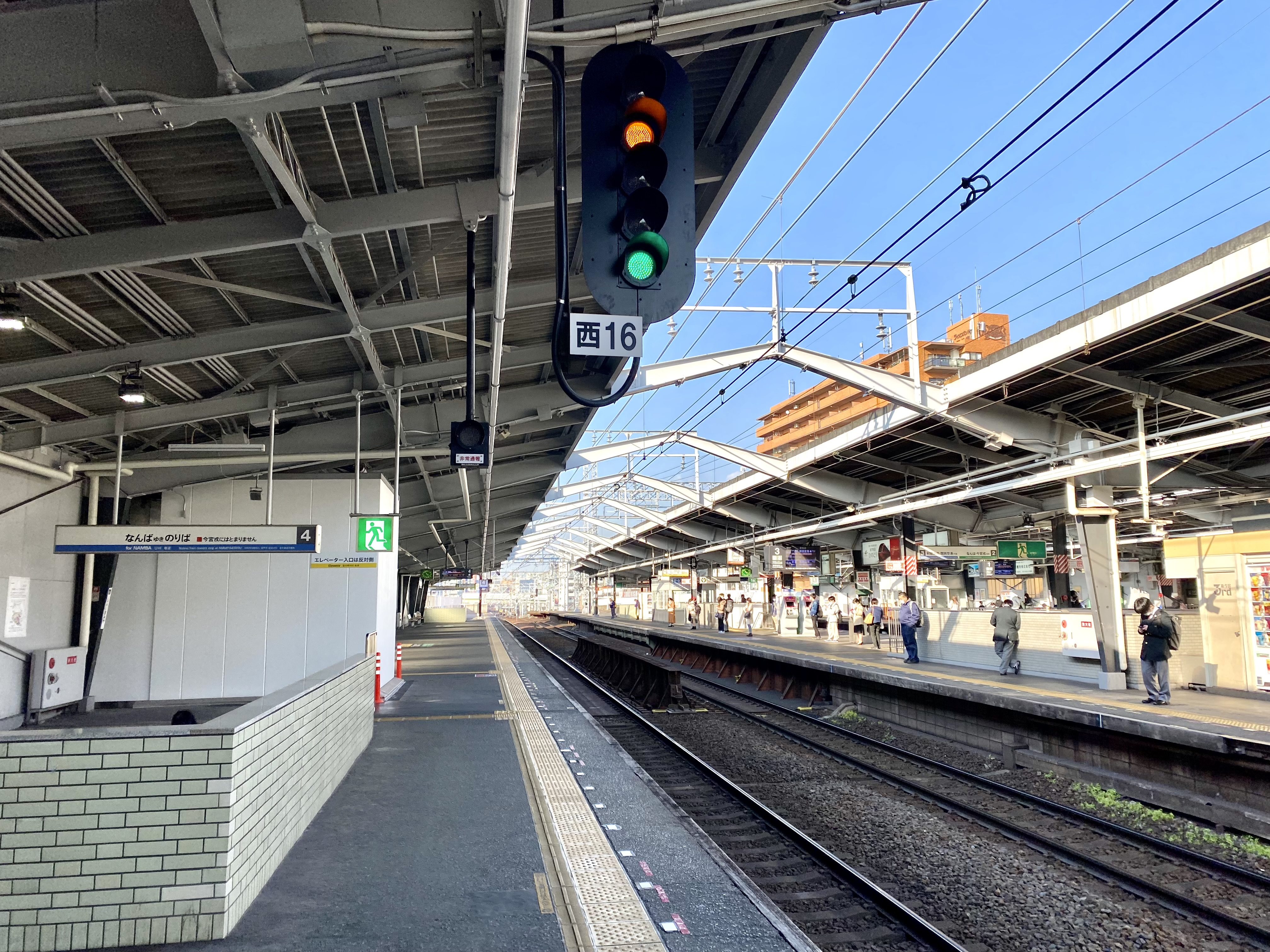
4番のりば（2022年3月）

#### 備考
上りは行き先が「なんば」しかないため、発車標が反転フラップ式単独だった頃は4番のりばの表示は「なんば」と「なんばまでとまりません」のコマを発車標に貼り付けただけのものであった（2番のりばの表示は各停が今宮戎に停車するため「なんば」のみ貼り付けで停車駅は可動式）。現在はホーム上での表示については、2番のりばは「なんば行き」と表記されたボードの下にLEDで今宮戎停車の有無が表示される。4番のりばは2番のりばと同様の装置で、通過電車や特急の指定席案内、接近案内がされる。また、改札口には2・4番のりばの反転フラップ式発車標も設置されている（2番線の高野線は各停以外、4番のりばの南海本線は全列車、次駅は終着駅なんばであるが発車時刻や種別も案内される）。この行先案内表示機は2017年12月から順次、4か国語（日本語・英語・中国語・韓国語）表示に対応したLCD式に交換され、2番・4番のりばでも発車時刻・列車詳細などが表示されるようになった。南海線ホームは前2駅分の列車現在位置を表示できるが、高野線ホームは対応していない（天下茶屋駅も同様）。
将来は南海本線に接続する形で大阪駅（南海の駅としても駅名は決定済）に達するなにわ筋線（仮称）が分岐することとなっている。なお、高野線にも直通できる構造にするかどうかは未定である。

## 阪堺電気軌道

### 停留場構造

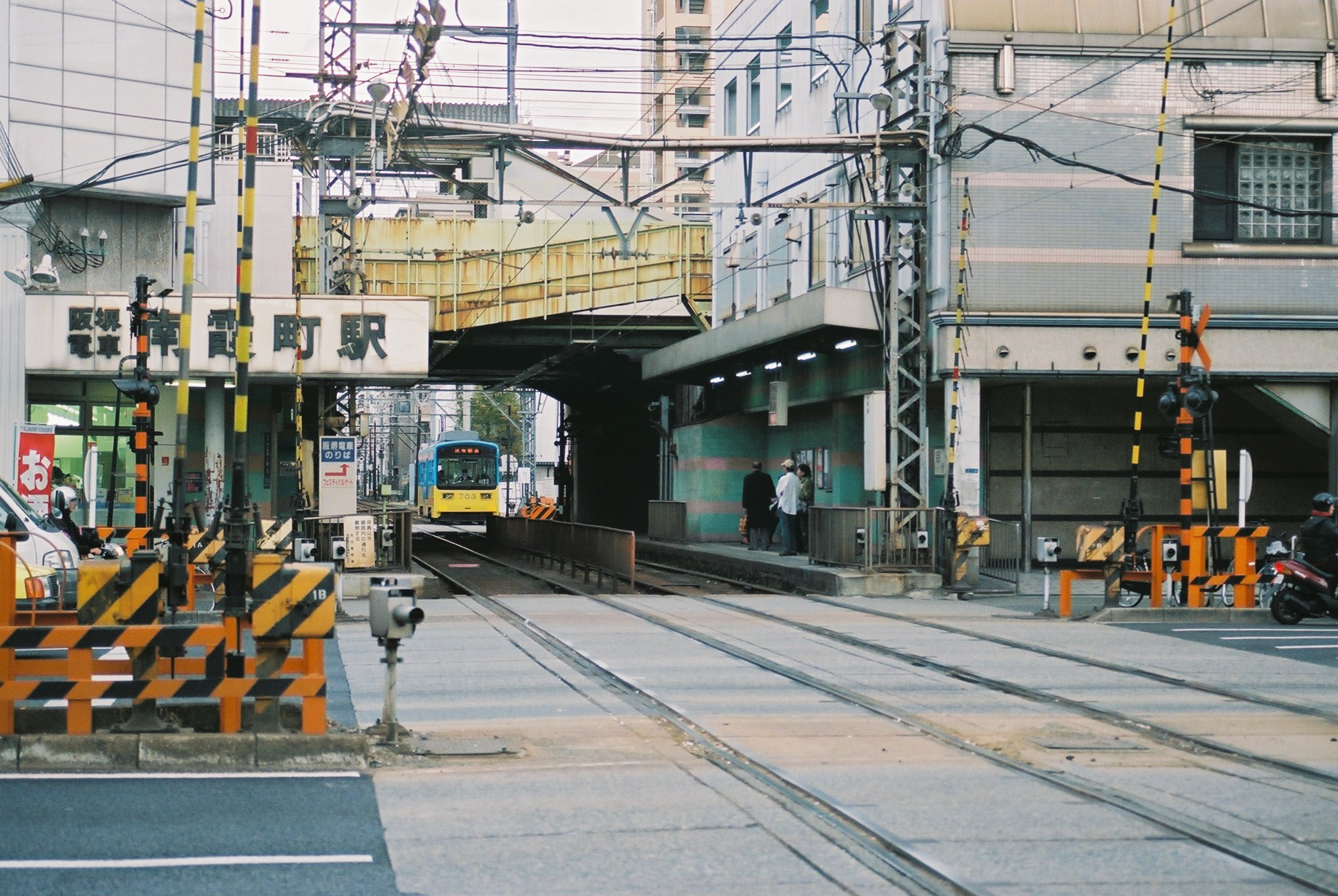
「南霞町」時代の外観（2007年12月）

東口近くの高架下に相対式ホーム2面2線を持つ。恵美須町方面ホーム上に窓口があり、定期券・回数券・一日乗車券等を販売している。名称変更前には、案内放送で「新今宮前」と併称されていた。恵美須町行のみ午前中は集札業務を行っていたが、2014年3月1日のダイヤ改正で廃止された。

## 利用状況

### JR西日本
2023年（令和5年）度の1日平均乗車人員は60,984人である。同社の駅の中では岡山駅に次ぐ第10位。
各年度の1日平均乗車人員は下表の通り。
| 年度               | 1日平均 乗車人員 | 増加率 | 順位 | 定期利用状況 | 定期利用状況 | 出典      | 出典          |
| 年度               | 1日平均 乗車人員 | 増加率 | 順位 | 1日平均      | 定期率       | JR        | 大阪府        |
| ------------------ | ---------------- | ------ | ---- | ------------ | ------------ | --------- | ------------- |
| 1988年（昭和63年） | 75,111           |        |      | 50,796       | 67.6%        |           | [ 大阪府 1 ]  |
| 1989年（平成元年） | 76,397           | 1.7%   |      | 51,260       | 67.1%        |           | [ 大阪府 1 ]  |
| 1990年（平成02年） | 79,560           | 4.1%   |      | 52,473       | 66.0%        |           | [ 大阪府 2 ]  |
| 1991年（平成03年） | 80,608           | 1.3%   |      | 53,916       | 66.9%        |           | [ 大阪府 3 ]  |
| 1992年（平成04年） | 81,145           | 0.7%   |      | 54,639       | 67.3%        |           | [ 大阪府 4 ]  |
| 1993年（平成05年） | 82,367           | 1.5%   |      | 55,112       | 66.9%        |           | [ 大阪府 5 ]  |
| 1994年（平成06年） | 83,452           | 1.3%   |      | 54,787       | 65.7%        |           | [ 大阪府 6 ]  |
| 1995年（平成07年） | 85,617           | 2.6%   |      | 55,372       | 64.7%        |           | [ 大阪府 7 ]  |
| 1996年（平成08年） | 83,713           | -2.2%  |      | 54,894       | 65.6%        |           | [ 大阪府 8 ]  |
| 1997年（平成09年） | 81,476           | -2.7%  |      | 52,691       | 64.7%        |           | [ 大阪府 9 ]  |
| 1998年（平成10年） | 77,584           | -4.8%  |      | 50,854       | 65.5%        |           | [ 大阪府 10 ] |
| 1999年（平成11年） | 74,965           | -3.8%  |      | 49,185       | 65.6%        |           | [ 大阪府 11 ] |
| 2000年（平成12年） | 73,700           | -1.7%  |      | 47,914       | 65.0%        |           | [ 大阪府 12 ] |
| 2001年（平成13年） | 72,493           | -1.6%  |      | 46,657       | 64.4%        |           | [ 大阪府 13 ] |
| 2002年（平成14年） | 69,509           | -4.1%  |      | 45,117       | 64.9%        |           | [ 大阪府 14 ] |
| 2003年（平成15年） | 69,038           | -0.7%  |      | 44,566       | 64.6%        |           | [ 大阪府 15 ] |
| 2004年（平成16年） | 67,627           | -2.0%  |      | 44,016       | 65.1%        |           | [ 大阪府 16 ] |
| 2005年（平成17年） | 67,183           | -0.7%  |      | 43,711       | 64.6%        |           | [ 大阪府 17 ] |
| 2006年（平成18年） | 67,535           | 0.5%   |      | 43,875       | 65.0%        |           | [ 大阪府 18 ] |
| 2007年（平成19年） | 66,880           | -1.0%  |      | 43,559       | 65.1%        |           | [ 大阪府 19 ] |
| 2008年（平成20年） | 66,234           | -1.0%  |      | 43,066       | 65.0%        |           | [ 大阪府 20 ] |
| 2009年（平成21年） | 63,250           | -4.5%  |      | 41,616       | 65.8%        |           | [ 大阪府 21 ] |
| 2010年（平成22年） | 62,200           | -1.7%  |      | 41,076       | 66.0%        |           | [ 大阪府 22 ] |
| 2011年（平成23年） | 61,878           | -0.5%  |      | 40,493       | 65.4%        |           | [ 大阪府 23 ] |
| 2012年（平成24年） | 61,925           | 0.1%   |      | 40,139       | 64.8%        |           | [ 大阪府 24 ] |
| 2013年（平成25年） | 62,441           | 0.8%   | 10位 | 40,179       | 64.3%        | [ JR 1 ]  | [ 大阪府 25 ] |
| 2014年（平成26年） | 62,143           | -0.5%  | 11位 | 39,796       | 64.0%        | [ JR 2 ]  | [ 大阪府 26 ] |
| 2015年（平成27年） | 63,292           | 1.8%   | 11位 | 39,986       | 63.2%        | [ JR 3 ]  | [ 大阪府 27 ] |
| 2016年（平成28年） | 64,614           | 2.1%   | 10位 | 40,396       | 62.5%        | [ JR 4 ]  | [ 大阪府 28 ] |
| 2017年（平成29年） | 65,567           | 1.5%   | 10位 | 40,822       | 62.3%        | [ JR 5 ]  | [ 大阪府 29 ] |
| 2018年（平成30年） | 66,083           | 0.8%   | 10位 | 40,834       | 61.8%        | [ JR 6 ]  | [ 大阪府 30 ] |
| 2019年（令和元年） | 66,288           | 0.3%   | 11位 | 40,803       | 61.6%        | [ JR 7 ]  | [ 大阪府 31 ] |
| 2020年（令和02年） | 49,240           | -25.7% | 10位 | 34,474       | 70.0%        | [ JR 8 ]  | [ 大阪府 32 ] |
| 2021年（令和03年） | 51,437           | 4.5%   | 10位 | 34,837       | 67.7%        | [ JR 9 ]  | [ 大阪府 33 ] |
| 2022年（令和04年） | 57,749           | 12.3%  | 10位 | 35,696       | 61.8%        | [ JR 10 ] | [ 大阪府 34 ] |
| 2023年（令和05年） | 60,984           | 5.6%   | 10位 | 35,905       | 58.9%        | [ JR 11 ] | [ 大阪府 35 ] |

### 南海電気鉄道
2023年度の1日平均乗降人員は91,096人である。同社の駅（100駅）では難波駅に次ぐ第2位である。
各年度・年次の1日平均利用状況は下表の通り。
| 年度/年次          | 年度別   | 年度別 | 年度別 | 年次別   | 年次別   | 年次別   | 出典       | 出典          |
| 年度/年次          | 乗降人員 | 増減率 | 順位   | 乗車人員 | 降車人員 | 乗降人員 | 南海       | 大阪府        |
| ------------------ | -------- | ------ | ------ | -------- | -------- | -------- | ---------- | ------------- |
| 1990年（平成02年） |          |        |        | 53,203   | 57,978   | 111,181  |            | [ 大阪府 2 ]  |
| 1991年（平成03年） |          |        |        | 53,798   | 59,086   | 112,884  |            | [ 大阪府 3 ]  |
| 1992年（平成04年） |          |        |        | 54,223   | 59,581   | 113,804  |            | [ 大阪府 4 ]  |
| 1993年（平成05年） |          |        |        | 54,669   | 60,040   | 114,709  |            | [ 大阪府 5 ]  |
| 1994年（平成06年） |          |        |        | 54,201   | 59,638   | 113,839  |            | [ 大阪府 6 ]  |
| 1995年（平成07年） |          |        |        | 55,424   | 60,494   | 115,918  |            | [ 大阪府 7 ]  |
| 1996年（平成08年） |          |        |        | 53,791   | 59,352   | 113,143  |            | [ 大阪府 8 ]  |
| 1997年（平成09年） |          |        |        | 51,083   | 56,773   | 107,856  |            | [ 大阪府 9 ]  |
| 1998年（平成10年） |          |        |        | 48,337   | 53,735   | 102,072  |            | [ 大阪府 10 ] |
| 1999年（平成11年） |          |        |        | 45,819   | 50,268   | 96,087   |            | [ 大阪府 11 ] |
| 2000年（平成12年） |          |        |        | 45,172   | 49,086   | 94,258   |            | [ 大阪府 12 ] |
| 2001年（平成13年） |          |        |        | 44,586   | 48,331   | 92,917   |            | [ 大阪府 13 ] |
| 2002年（平成14年） |          |        |        | 43,606   | 47,186   | 90,792   |            | [ 大阪府 14 ] |
| 2003年（平成15年） |          |        |        | 43,376   | 46,544   | 89,920   |            | [ 大阪府 15 ] |
| 2004年（平成16年） |          |        |        | 42,795   | 45,654   | 88,449   |            | [ 大阪府 16 ] |
| 2005年（平成17年） |          |        |        | 42,548   | 45,231   | 87,779   |            | [ 大阪府 17 ] |
| 2006年（平成18年） |          |        |        | 42,975   | 45,493   | 88,468   |            | [ 大阪府 18 ] |
| 2007年（平成19年） |          |        |        | 43,100   | 45,637   | 88,737   |            | [ 大阪府 19 ] |
| 2008年（平成20年） |          |        |        | 43,092   | 45,467   | 88,559   |            | [ 大阪府 20 ] |
| 2009年（平成21年） |          |        |        | 41,379   | 43,740   | 85,119   |            | [ 大阪府 21 ] |
| 2010年（平成22年） |          |        |        | 41,253   | 43,502   | 84,755   |            | [ 大阪府 22 ] |
| 2011年（平成23年） |          |        |        | 40,797   | 42,989   | 83,786   |            | [ 大阪府 23 ] |
| 2012年（平成24年） |          |        |        | 41,002   | 43,110   | 84,112   |            | [ 大阪府 24 ] |
| 2013年（平成25年） | 85,526   | 1.7%   | 2位    | 41,754   | 43,771   | 85,525   | [ 南海 1 ] | [ 大阪府 25 ] |
| 2014年（平成26年） | 86,732   | 1.4%   | 2位    | 42,513   | 44,220   | 86,733   | [ 南海 1 ] | [ 大阪府 26 ] |
| 2015年（平成27年） | 89,752   | 3.5%   | 2位    | 44,019   | 45,829   | 89,848   | [ 南海 1 ] | [ 大阪府 27 ] |
| 2016年（平成28年） | 92,600   | 3.2%   | 2位    | 45,340   | 47,262   | 92,602   | [ 南海 2 ] | [ 大阪府 28 ] |
| 2017年（平成29年） | 95,134   | 2.7%   | 2位    | 46,513   | 48,621   | 95,134   | [ 南海 3 ] | [ 大阪府 29 ] |
| 2018年（平成30年） | 96,624   | 1.6%   | 2位    | 47,280   | 49,345   | 96,625   | [ 南海 4 ] | [ 大阪府 30 ] |
| 2019年（令和元年） | 97,603   | 1.0%   | 2位    | 47,799   | 49,911   | 97,710   | [ 南海 5 ] | [ 大阪府 31 ] |
| 2020年（令和02年） | 72,903   | -25.3% | 2位    | 35,704   | 37,199   | 72,903   | [ 南海 6 ] | [ 大阪府 32 ] |
| 2021年（令和03年） | 75,947   | 4.2%   | 2位    | 37,177   | 38,771   | 75,948   | [ 南海 7 ] | [ 大阪府 33 ] |
| 2022年（令和04年） | 85,999   | 13.2％ | 2位    | 42,099   | 43,901   | 86,000   | [ 南海 8 ] | [ 大阪府 34 ] |
| 2023年（令和05年） | 91,096   | 5.9%   | 2位    |          |          |          | [ 南海 9 ] |               |

### 阪堺電気軌道
2022年度の特定日の1日乗降人員は528人（乗車人員：243人、降車人員：315人）である。
近年の特定の1日における利用状況は下表の通り。
| 年度               | 乗車人員 | 降車人員 | 乗降人員 | 出典          |
| ------------------ | -------- | -------- | -------- | ------------- |
| 2013年（平成25年） | 577      | 625      | 1,202    | [ 大阪府 25 ] |
| 2015年（平成27年） | 417      | 468      | 885      | [ 大阪府 27 ] |
| 2017年（平成29年） | 311      | 393      | 704      | [ 大阪府 29 ] |
| 2018年（平成30年） | 320      | 403      | 723      | [ 大阪府 30 ] |
| 2019年（令和元年） | 270      | 398      | 668      | [ 大阪府 31 ] |
| 2020年（令和02年） | 223      | 292      | 515      | [ 大阪府 32 ] |
| 2021年（令和03年） | 228      | 326      | 554      | [ 大阪府 33 ] |
| 2022年（令和04年） | 243      | 315      | 528      | [ 大阪府 34 ] |

## 駅周辺
北東には歓楽街として知られる新世界があり、南側はあいりん地区（釜ヶ崎）が広がる。駅周辺は日雇い労働者向けの簡易宿泊所が建ち並ぶ、いわゆるドヤ街で、近年では「福祉マンション」も増加している。バブル経済期以降は日雇い労働者の高齢化や減少に伴って宿泊所の廃業が相次いでいたが、宿泊費が全般的に安い事や新今宮駅・動物園前駅からは大阪市内をはじめとした関西一円の観光スポットへのアクセスが容易なため、21世紀以降は主にバックパッカーなどの利用者が増加し、宿泊所側も外国人対応を進めたことで、ビジネスとして再生を果たしている。それに伴い、駅周辺では外国人旅行客の姿を多く見かけるようになった。
駅の北東部は、1976年にクラブコスメチックスの工場が奈良県五條市へ移転して以来空き地のままとなっていた。2017年に星野リゾートがこの空き地にホテルを建設することを発表。その後、ホテル名が「OMO7」（おもせぶん）に決定し、2022年4月22日に「OMO7大阪」として開業した。また、南海も近接する旧・大阪市立馬淵生活館跡地に宿泊施設付きの外国人向け職業紹介所「YOLO BASE」を2019年9月に開業させた。その他にも外国人向けホテルや民泊マンションの新設が相次いでいる。こうした動きを受けて、星野リゾートとJR西日本、南海、Osaka Metroが「新今宮駅周辺観光まちづくり推進協議会」を発足させた。
- 新世界
  - 通天閣
  - ジャンジャン横丁（南陽通商店街）
- 天王寺動物園
- あいりん地区
  - あいりん労働福祉センター
  - 大阪社会医療センター付属病院
  - 大阪救霊会館
  - 西成警察署
- 飛田新地 - かつての遊郭。現在でも日本有数の風俗街・ソープ街である。
- 学校
  - 大阪市立大国小学校
  - 大阪市立新今宮小学校・今宮中学校（いまみや小中一貫校）
  - 大阪市立木津中学校
  - 大阪府立今宮高等学校
  - 大阪府立今宮工科高等学校
- 飛田本通商店街
- スパワールド
- オーエス劇場
- 飛田遊廓跡
- 南大阪祭典
- 大和中央病院
- 国道25号・国道26号・国道43号
- 今宮戎神社

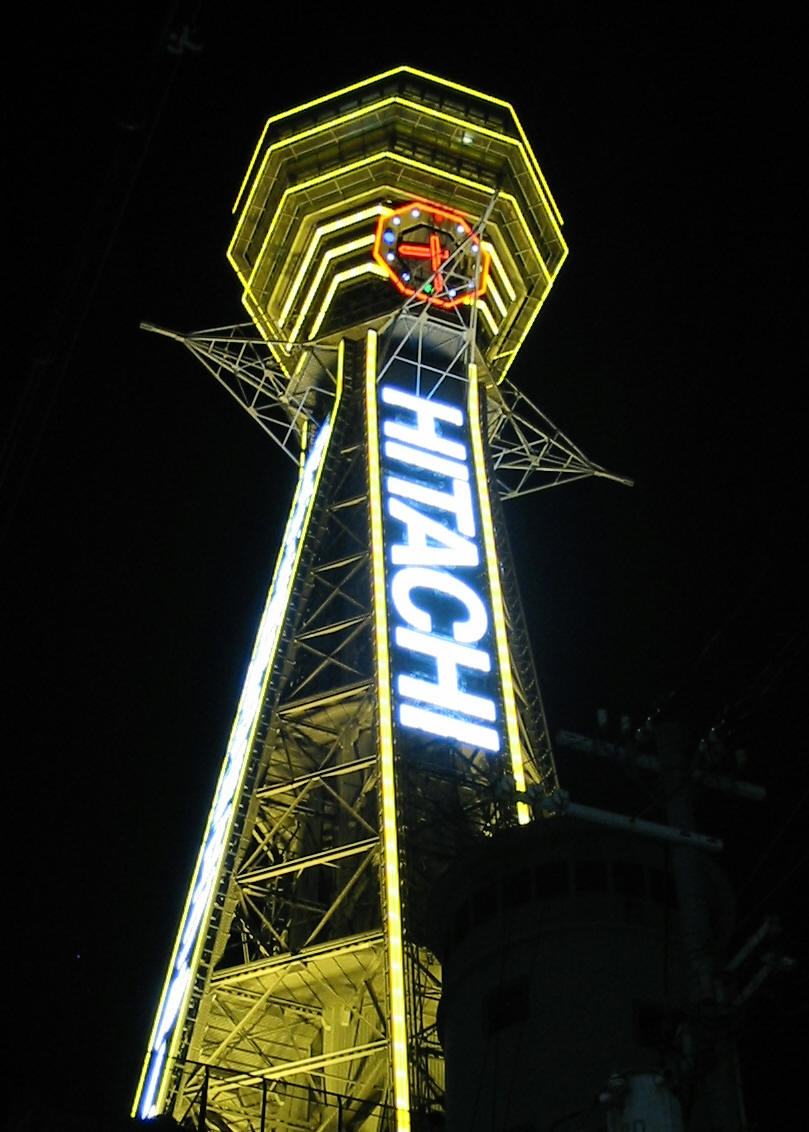
通天閣
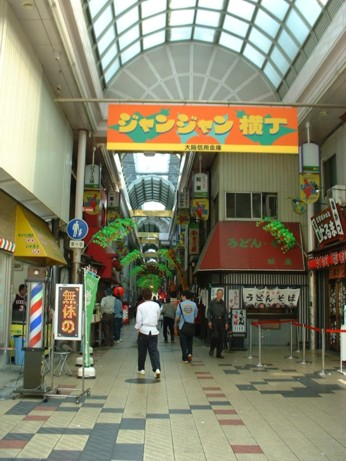
ジャンジャン横丁
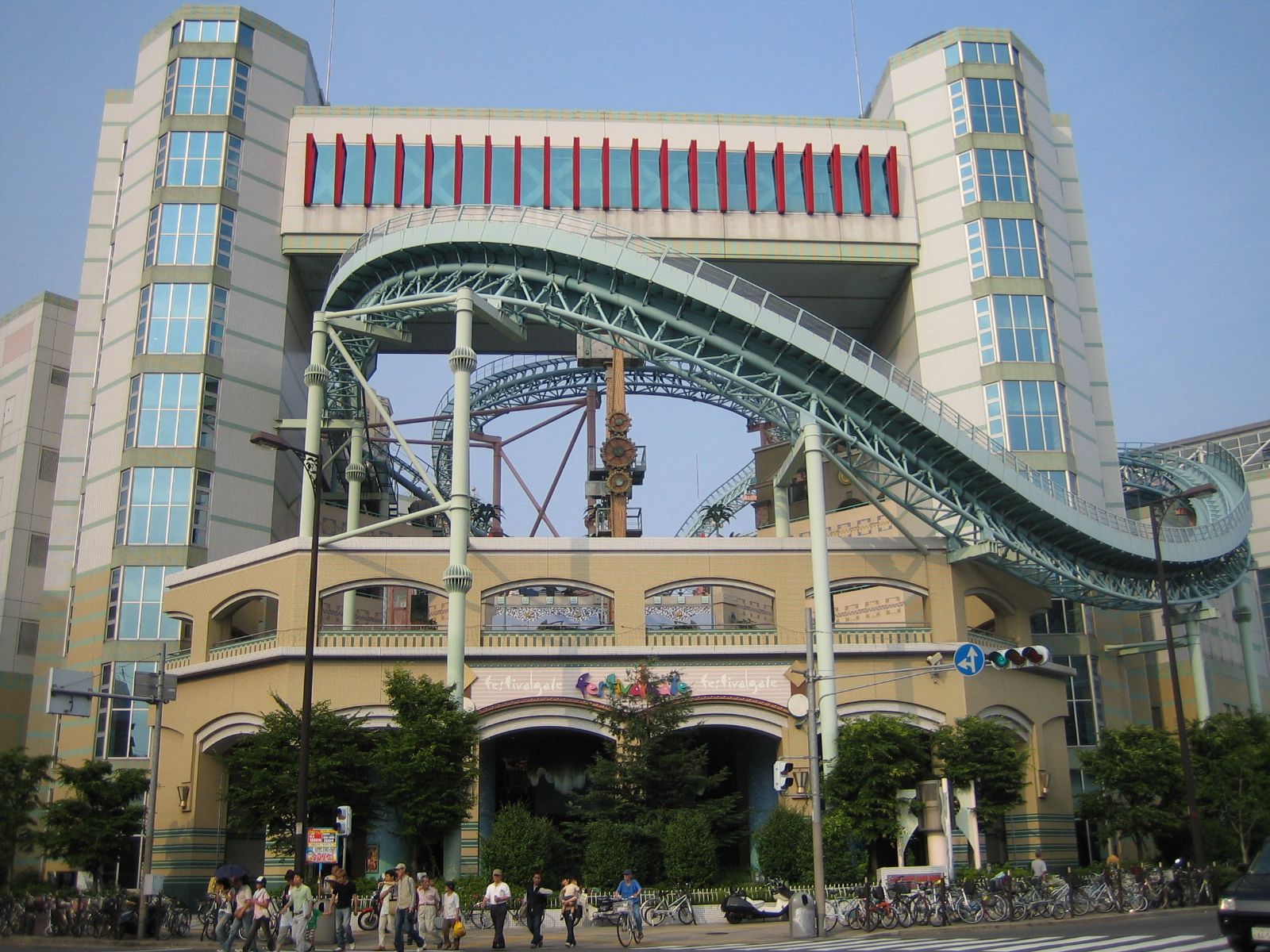
フェスティバルゲート（2007年閉業、2012年解体、跡地はMEGAドン・キホーテ新世界店）
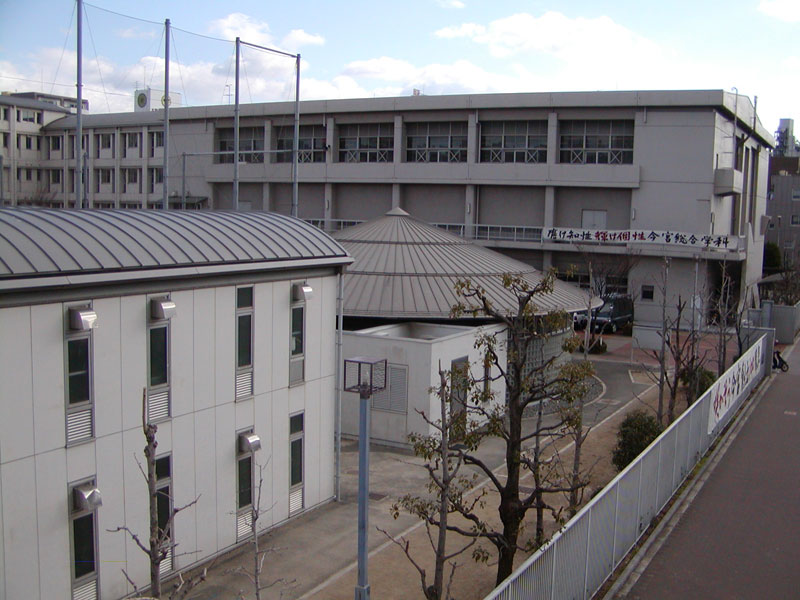
大阪府立今宮高等学校
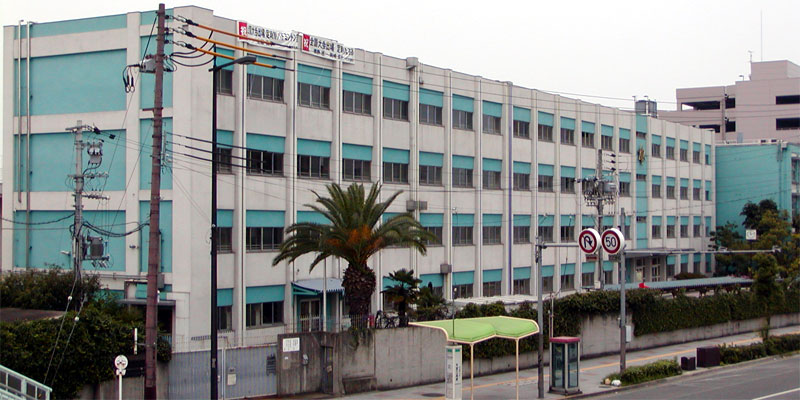
大阪府立今宮工科高等学校
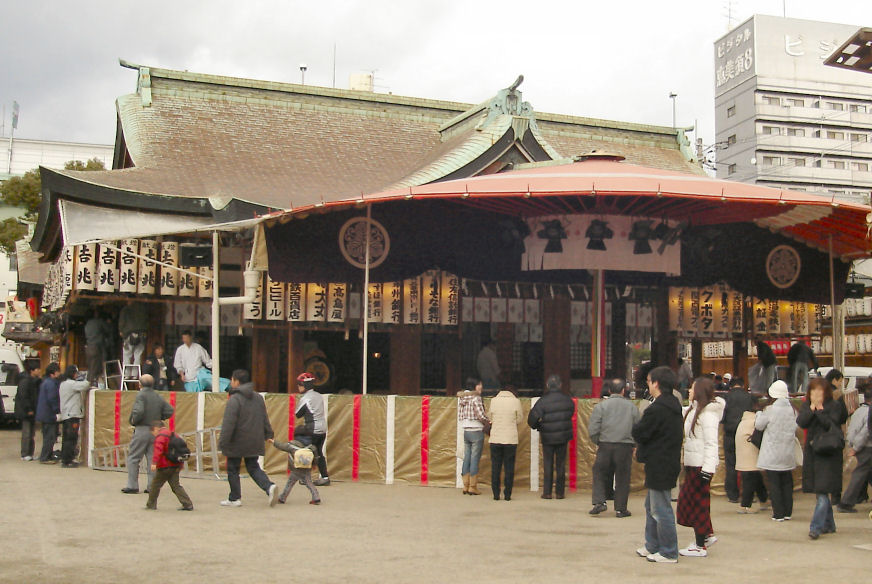
今宮戎神社
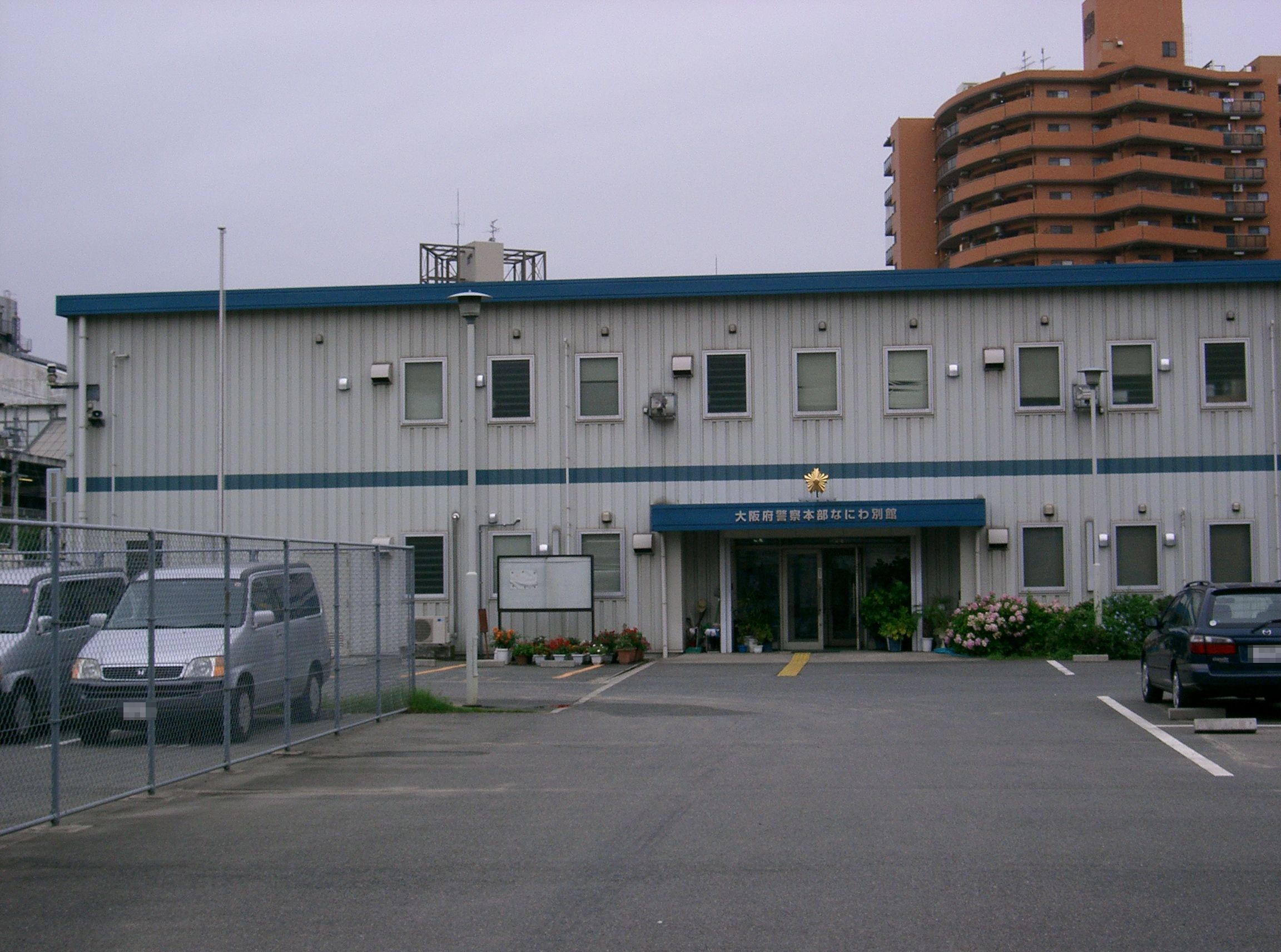
大阪府警察本部なにわ別館（閉鎖済）

## バス路線
最寄停留所は駅南を走る道路上にある新今宮駅前および地下鉄動物園前となる。以下の路線が乗り入れ、大阪シティバスにより運行されている。
新今宮駅前
- 80号系統：あべの橋 / 鶴町四丁目

地下鉄動物園前
また、同道路上にある新今宮 FP HOTEL前にはアウル交通により運行される高速バスが発着する。
- OWL LINER：京成船橋駅

## 隣の駅
西日本旅客鉄道（JR西日本）
 大阪環状線
■大和路快速・■関空快速・■紀州路快速・■快速
大正駅 (JR-O16) - 新今宮駅 (JR-O19) - 天王寺駅 (JR-O01)
■区間快速・■直通快速・■普通
今宮駅 (JR-O18) - 新今宮駅 (JR-O19) - 天王寺駅 (JR-O01)
 大和路線（関西本線）
■快速
天王寺駅 (JR-Q20) - 新今宮駅 (JR-Q19) - JR難波駅 (JR-Q17)
■普通
天王寺駅 (JR-Q20) - 新今宮駅 (JR-Q19) - 今宮駅 (JR-Q18)
南海電気鉄道（南海）
 南海本線（  空港線）
- ■特急「ラピート」停車駅

■特急「サザン」・■急行・■空港急行・■区間急行・■準急（なんば行きのみ運転）・■普通
難波駅 (NK01) - 新今宮駅 (NK03) - 天下茶屋駅 (NK05)
 高野線
- ■特急「泉北ライナー」・■特急「こうや」「りんかん」停車駅

■快速急行・■急行・■区間急行・■準急
難波駅 (NK01) - 新今宮駅 (NK03) - 天下茶屋駅 (NK05)
■各停
今宮戎駅 (NK02) - 新今宮駅 (NK03) - 萩ノ茶屋駅 (NK04)
阪堺電気軌道
■阪堺線
恵美須町停留場 (HN51) - 新今宮駅前停留場 (HN52) - 今池停留場 (HN53)
- ( ) 内は駅番号を示す。